# Marshalljohnstonia
Marshalljohnstonia es un género monotípico de plantas herbáceas perteneciente a la familia  Asteraceae. Su única especie: Marshalljohnstonia gypsophila Henrickson, es originaria de Norteamérica donde se distribuye en México en Coahuila . El género fue descrito por Henrickson y publicado en Systematic Botany 1(2): 169 - 171, en el año 1977.